# Radschlepper Ost
El Radschlepper Ost (RSO), literalmente Tractocamión Este y también conocido como Škoda RSO o Porsche 175, era un tractocamión pesado 4x4 alemán empleado durante la Segunda Guerra Mundial. Fue diseñado por Ferdinand Porsche en 1941 y producido por Škoda en su fábrica de Mladá Boleslav. Entre 1942 y 1944, se fabricaron unos 206 vehículos.   

## Historia
La idea de un tractocamión pesado multipropósito, destinado para la invasión de la Unión Soviética, supuestamente vino del mismo Hitler. En 1941, Ferdinand Porsche preparó el diseño de un tractocamión 4x4, caracterizado por sus ruedas de acero de gran diámetro (1.500 mm) con resaltes. El vehículo era propulsado por el motor de 4 cilindros en línea a gasolina, con una cilindrada de 6.023 cm³ y enfriado por aire diseñado por Porsche. Para encenderlo, se utilizaba un motor de arranque de dos cilindros (la mitad del motor bóxer de un KdF-Wagen).
El desarrollo final y su producción tuvieron lugar en la fábrica Škoda de Mladá Boleslav, en aquel entonces parte del Protectorado de Bohemia y Moravia. El RSO pasó sus primeras pruebas en 1942. Los resultados fueron decepcionantes; su gran peso y ruedas estrechas ejercían una alta presión sobre el suelo. El vehículo se atascaba con facilidad incluso sobre superficies relativamente sólidas. Sobre superficies cubiertas de hielo, el vehículo era prácticamente incontrolable. Además, su consumo de combustible era alto. Sin embargo, probablemente se produjeron más de 200 tractocamiones entre 1942 y 1944. Debido a sus fallas, nunca fueron desplegados en el Frente del Este; en cambio sirvieron en Normandía y los Países Bajos. Algunos de estos vehículos supuestamente participaron en la Batalla de las Ardenas.
Es probable que ningún vehículo sobrevivió a la guerra.